# Spiegelroodstaart
De spiegelroodstaart (Phoenicurus auroreus) is een zangvogel uit de familie Muscicapidae.

## Verspreiding en leefgebied
Deze soort komt voor in centraal en oostelijk Azië en telt twee ondersoorten:
- Phoenicurus auroreus leucopterus: van de oostelijke Himalaya tot centraal en oostelijk China.
- Phoenicurus auroreus auroreus: van het zuidelijke deel van Centraal-Siberië en Mongolië tot Korea en noordoostelijk China.